# Ich muss dir was sagen (Album)
Ich muss dir was sagen ist das dritte Studioalbum der deutschen Schlagersängerin Kerstin Ott. Es wurde am 1. November 2019 von Polydor/Universal Music veröffentlicht.

## Hintergrund
Das Album wurde von Thorsten Brötzmann und Roman Lüth produziert; die Lieder schrieb Lukas Hainer. Damit fand sich das Produzenten- und Songwriterteam der beiden Vorgängeralben erneut zusammen.
Am 3. November 2019 stellte die Sängerin das Titellied des Albums in der Fernsehsendung DAS! im NDR Fernsehen vor.
Das Album wurde am 10. Februar 2020 neu aufgelegt und um ein Duett mit Howard Carpendale ergänzt.

## Inhalt und Stil
Musikalisch mischt Kerstin Ott auf dem Album Pop, Dance, Folk und Schlager.
Das dritte Album von Kerstin Ott soll die Künstlerin von ihrer verletzlichen Seite porträtieren. Sie enthält persönliche Geschichten mit allen Höhen und Tiefen ihres Erlebens. Die Lieder handeln dementsprechend von Liebe, Stärke und Hoffnung, aber auch von Einsamkeit und Kämpfen in schweren Zeiten. Ott will nach eigener Aussage mit ihren Liedern Mut und Trost geben.
Das Titellied thematisiert die Kennenlernphase mit ihrer Ehefrau Karolina Köppen, der auch der Track Mein Herz steht still gewidmet ist. Im Song Schau mal ruft sie dazu auf, einmal innezuhalten und nicht von Termin zu Termin zu hetzen. Das Lied Ich geh meinen Weg ist zum einen als eine Durchhaltehymne zu verstehen, zum anderen blickt Ott aber auch auf ihre Anfänge im Musikbusiness zurück und themaitisert auch ihre Teilnahme an der Show Let’s Dance. Gesellschaftskritisch dagegen ist das Lied Schweigen ist ihre Art zu weinen, eine Aufforderung ältere Menschen nicht alleine zu lassen. Berliner Luft dagegen ist ein Tanzlied für die Clubs, in denen sie ihre Berliner Herkunft thematisiert. Wegen dir (Nachts wenn alles schläft) basiert auf Howard Carpendales Schlager Nachts, wenn alles schläft.

## Titelliste
| #  | Titel                                 | Text                                                                                  | Musik                                                                                  | Länge |
| -- | ------------------------------------- | ------------------------------------------------------------------------------------- | -------------------------------------------------------------------------------------- | ----- |
| 1  | Schau mal                             | Kerstin Ott, Lukas Hainer, Thorsten Brötzmann                                         | Kerstin Ott, Lukas Hainer, Thorsten Brötzmann                                          | 3:28  |
| 2  | Berliner Luft                         | Birte Kosmin, Kerstin Ott                                                             | Andreas John, Erik Macholl                                                             | 3:29  |
| 3  | Wegen dir (Nachts wenn alles schläft) | Fred Jay, Thorsten Brötzmann, Lukas Hainer, Kerstin Ott                               | Howard Carpendale, Joachim Horn-Bernges, Thorsten Brötzmann, Lukas Hainer, Kerstin Ott | 3:38  |
| 4  | Ich geh' meinen Weg                   | Kerstin Ott, Lukas Hainer, Thorsten Brötzmann                                         | Kerstin Ott, Lukas Hainer, Thorsten Brötzmann                                          | 3:22  |
| 5  | Marmeladenglasmomente                 | Berislaw Audenaerd, Jan Niklas Simonsen, Kerstin Ott, Kraans de Lutin, Steven Fritsch | Berislaw Audenaerd, Jan Niklas Simonsen, Kerstin Ott, Kraans de Lutin, Steven Fritsch  | 3:24  |
| 6  | Ich muss dir was sagen                | Kerstin Ott, Lukas Hainer, Thorsten Brötzmann                                         | Kerstin Ott, Lukas Hainer, Thorsten Brötzmann                                          | 3:47  |
| 7  | Mein Herz bleibt steh'n               | Lukas Hainer, Thorsten Brötzmann, Kerstin Ott                                         | Berislaw Audenaerd, Jan Niklas Simonsen, Kerstin Ott, Steven Fritsch                   | 3:24  |
| 8  | Geh' nicht                            | Lukas Hainer, Thorsten Brötzmann, Kerstin Ott                                         | Lukas Hainer, Thorsten Brötzmann, Kerstin Ott                                          | 3:14  |
| 9  | Alles was uns zwei passieren sollte   | Lukas Hainer, Thorsten Brötzmann, Kerstin Ott                                         | Lukas Hainer, Thorsten Brötzmann, Kerstin Ott                                          | 3:38  |
| 10 | Wir stehen zusammen                   | Lukas Hainer, Thorsten Brötzmann, Kerstin Ott                                         | Lukas Hainer, Thorsten Brötzmann, Kerstin Ott                                          | 2:40  |
| 11 | Wahrheit schmerzt                     | Lukas Hainer, Thorsten Brötzmann, Kerstin Ott                                         | Lukas Hainer, Thorsten Brötzmann, Kerstin Ott                                          | 3:53  |
| 12 | Und sie träumt                        | Lukas Hainer, Thorsten Brötzmann, Kerstin Ott, Roman Lüth                             | Lukas Hainer, Thorsten Brötzmann, Kerstin Ott, Roman Lüth                              | 2:36  |
| 13 | Schweigen wurde ihre Art zu weinen    | Lukas Hainer, Thorsten Brötzmann, Kerstin Ott                                         | Lukas Hainer, Thorsten Brötzmann, Kerstin Ott                                          | 3:40  |
| 14 | Wegen Dir (Nachts wenn alles schläft) | Bonustrack                                                                            | mit Howard Carpendale im Duett                                                         | 3:46  |

## Singleauskopplungen
Die Vorabsingle Schau mal erschien am 11. Oktober 2019. Bei der Vorbestellung des Albums wurde Schau mal als direkter Download freigeschaltet. Am 10. Januar 2020 wurde schließlich Wegen dir als Duett mit Howard Carpendale ebenfalls als Single veröffentlicht. Einen Tag später erfolgte die Premiere bei Florian Silbereisens Sendung Schlagerchampions.
Der Titelsong des Albums wurde am 21. Mai 2020 als Single veröffentlicht.

## Rezeption

### Rezensionen
Die Redaktion von Mix1 vergab sieben von acht Punkten an das Album.
Der MDR schrieb: „Kerstin Ott präsentiert sich mit ihrem dritten Album direkt und sensibel.“
Wesentlich schlechter kam Ich muss dir was sagen bei Laut.de weg. Toni Henning kritisierte die fehlende musikalische Abwechslung. Stattdessen würde die bodenständige und sympathische Art der Künstlerin einem leblosen Sound geopfert. Er schrieb dazu: „Schlussendlich funktioniert das Album nicht mehr und nicht weniger als nach dem Credo: Je weniger man die Persönlichkeit musikalisch betont, desto mehr Geld spült das Produkt in die Kassen. Das garantiert, dass sich Ich Muss Dir Was Sagen ebenso wie die Vorgänger wie geschnitten Brot verkauft.“

### Preise
Am 26. Februar 2021 erhielt Ott, aufgrund des dauerhaften Erfolgs von Ich muss dir was sagen, die Platin-Eins der Besten verliehen. Am 12. Juni 2021 erhielt Ott einen Smago! Award in der Kategorie „Erfolgreichstes Schlageralbum des Jahres“.

## Kommerzieller Erfolg

### Chartplatzierungen
Ich muss dir was sagen erreichte in Deutschland Rang zwei der Albumcharts. Das Album platzierte sich 18 Wochen in den Top 10 sowie 83 Wochen in den Top 100. Mit Rang zwei ist es das bis dato bestplatzierte Album für Ott in Deutschland und löste damit Mut zur Katastrophe (Rang 3) ab. Für Ott ist es nach Herzbewohner und Mut zur Katastrophe das dritte Chart- und zugleich Top-10-Album in Deutschland. Darüber hinaus erreichte es in Deutschland die Chartspitze der wöchentlichen Schlagercharts sowie ebenfalls die Chartspitze der monatlichen Schlagercharts. In den deutschen Album-Jahrescharts belegte Ich muss dir was sagen im Jahr 2019 Rang 60, im Jahr 2020 Rang acht und im Jahr 2021 Rang 77. In den deutschen Schlager-Jahrescharts belegte das Album Rang fünf im Jahr 2019, Rang zwei im Jahr 2020 sowie Rang elf im Jahr 2021.
| ChartsChartplatzierungen | Höchstplatzierung | Wochen |
| ------------------------ | ----------------- | ------ |
| Deutschland (GfK)        | 2 (83 Wo.)        | 83     |
| Österreich (Ö3)          | 5 (70 Wo.)        | 70     |
| Schweiz (IFPI)           | 17 (31 Wo.)       | 31     |

| ChartsJahrescharts (2019) | Platzierung |
| ------------------------- | ----------- |
| Deutschland (GfK)         | 60          |

| ChartsJahrescharts (2020) | Platzierung |
| ------------------------- | ----------- |
| Deutschland (GfK)         | 8           |
| Österreich (Ö3)           | 15          |

| ChartsJahrescharts (2021) | Platzierung |
| ------------------------- | ----------- |
| Deutschland (GfK)         | 77          |

### Auszeichnungen für Musikverkäufe
Im September 2020 wurde Ich muss dir was sagen in Deutschland mit einer Platin-Schallplatte für über 200.000 verkaufte Einheiten ausgezeichnet. Im Jahr 2021 folgte eine Goldene Schallplatte in Österreich.

| Land/Region        | Auszeichnungen für Musikverkäufe (Land/Region, Auszeichnung, Verkäufe) | Verkäufe |
| ------------------ | ---------------------------------------------------------------------- | -------- |
| Deutschland (BVMI) | Platin                                                                 | 200.000  |
| Österreich (IFPI)  | Gold                                                                   | 7.500    |
| Insgesamt          | 1× Gold · 1× Platin ·                                                  | 207.500  |

Hauptartikel: Kerstin Ott#Auszeichnungen für Musikverkäufe